# Roadable aircraft

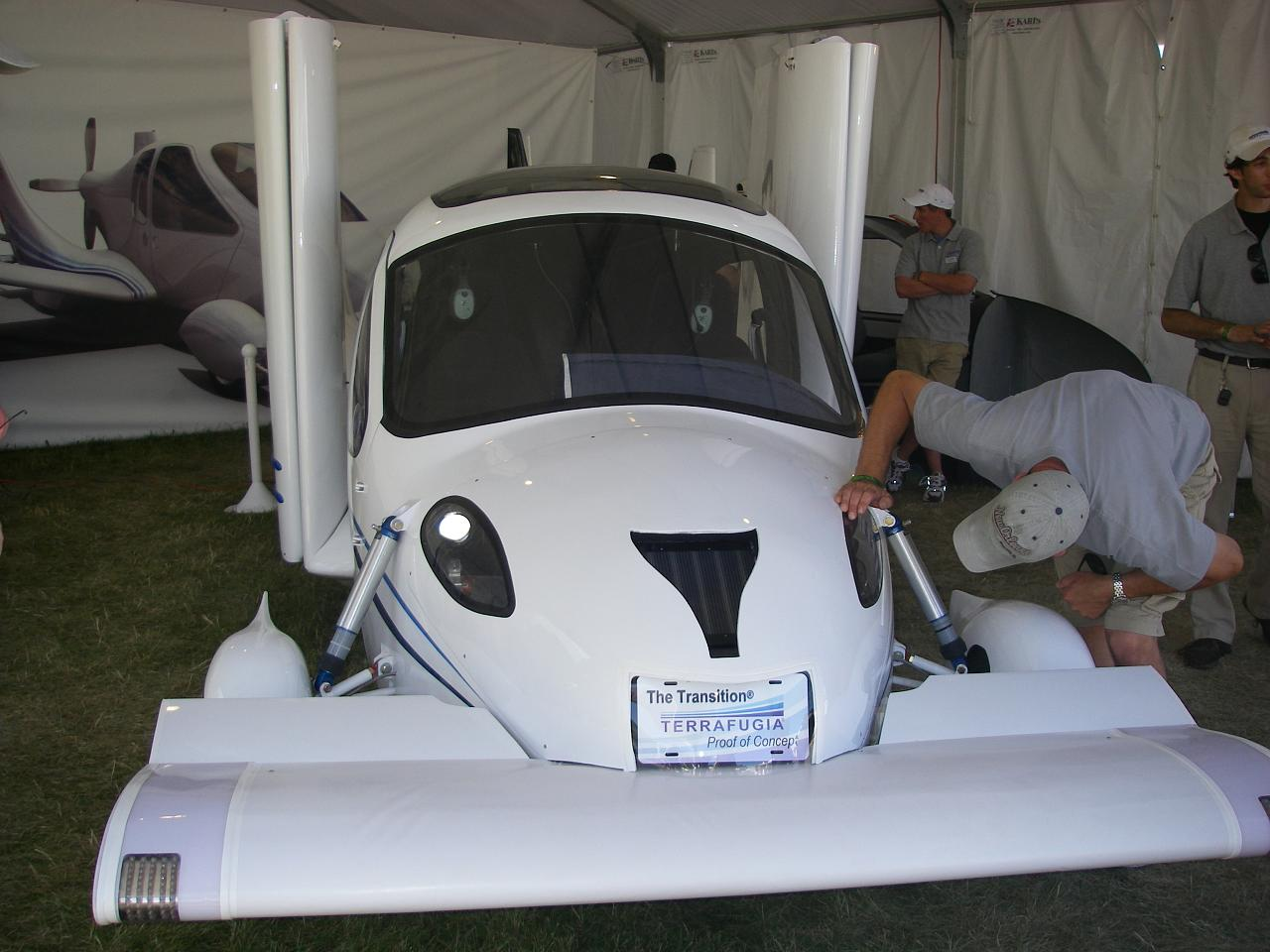
Terrafugia Transition — літаючий автомобіль з США, освоєний у виробництві. Для злету необхідний аеродром

Roadable aircraft — транспортний засіб, що поєднує в собі властивості автомобіля і літального апарата. Причому, співвідношення цих властивостей у різних моделей може бути різним. Тобто для одних розробок може бути більшою мірою справедлива формула: «автомобіль, але літаючий». Для інших же розробок більш вірна формула: «літальний апарат, але їздить». Зрозуміло, що перші переважно краще їздять, ніж літають. Другі, навпаки, краще літають, ніж їздять. Однак як для тих, так і інших важливі не тільки здатність літати і пересуватися по землі.
Для літаючого автомобіля дуже важливі і такі якості, як компактність і незалежність від аеродромів. Саме поєднання цих якостей дозволяє зберегти в апараті настільки важливі «автомобільні» властивості, як здатність бути поруч з вами і готовність «нести» вас у потрібному напрямку відразу від порогу вашого будинку. Станом на 2008 рік розроблено кілька десятків проектів літаючих автомобілів експериментального типу.

## Історія
Ідеї об'єднати літак і автомобіль з'являлися ще до Другої світової війни. Причому зустрічалися як ідеї пристосувати літак під автомобіль, так і навпаки — автомобіль під літак, що, наприклад, було запропоновано в патенті США US2364676, поданому в 1940 році.
У 1946 році далекий родич винахідника парової машини Роберт Фултон (Robert Fulton), відомий своїм навколосвітнім мотопробігом і який розбагатів під час другої світової війни на виробництві стрілецького тренажера для зенітників, береться за створення «Літаючої амфібії» (Airphibian). Він твердо вирішив, що замість адаптації автомобіля до неба потрібно пристосувати до дороги літак.
Крила і секція хвоста цього літака знімалися, а пропелер прикладався до фюзеляжу. Був шестициліндровий двигун потужністю 150 кінських сил, «Амфібія» могла летіти зі швидкістю 120 миль на годину (200 км/год) і їхати на 50 милях на годину (80 км/год). Про перетворення літака в авто і навпаки Фултон говорив, що «домогосподарка може зробити це одна за п'ять хвилин».
Airphibian стала першим в світі літаючим автомобілем, який отримав сертифікат Управління цивільної авіації США (Civil Aeronautics Administration) — попередника FAA (Federal Aviation Administration). Однак, незважаючи на очевидний успіх літаючої машини, Фултон не зміг довести її до масового виробництва.
У червні 2017 французький пілот Бруно Веццолі перетнув протоку Ла-Манш на літаючому автомобілі під назвою «Пегас», який був створений підприємцем Жеромом Дофі.

## Моделі
Деякі розробки літаючих автомобілів:
- «Автоліто» (Airvan; 7 місць; Петро Антипов, Росія),
- Aerocar (Мултон Тейлор, США),
- AeroMobil 3.0 (Словаччина) компанії AeroMobil s.r.o. AeroMobil,
- Airgeep (VZ-8P і VZ-8P (B); Piasecki, США),
- AMV-211 (AMV Aircraft, США),
- Audi Pop.Up Next, спільна розробка Audi, Italdesign і Airbus[4]
- БСК-10 (10 пасажирських місць; ОКБ НАК РФ, Росія),
- Eagle (Д. Метревелі, Ізраїль),
- «Ларк-4» (персональний, 4 місця; ОКБ НАК РФ, Росія),
- CityHawk (Ізраїль),
- Skyblazer (Р. Хайнес, США),
- Skycar М200 і М400 (1 і 2 місця; Пол Моллер, США),
- SkyRider X2R (США),
- PALV (Дж. Беккер, Голландія),
- The Transition (Terrafugia, США),
- VZ-6 (Chrysler, США),
- VZ-7 (Curtiss-Wright, США),
- «Еволюція» (кабінний параліт, 1-2 місця; Олександр Бегак, Росія).
- Lilium Jet — електрокар з вертикальним зльотом і посадкою, з 36 електромоторами в крилах. За розрахунками фахівців, здатний на одному заряді акумуляторів пролетіти 300 км з максимально можливою швидкістю 300 км/год.[5][6]

## Літаючі автомобілі в масовій культурі
Машини, здатні літати, — звичний елемент фантастичних романів і кінофільмів.
У фантастичному романі Григорія Адамова «Вигнання владики» (1946) згадано «аеромобіль».
У фіналі фільму «Фантомас розлютився» (Франція) головний герой рятується від погоні на автомобілі Citroën DS з висувними крилами.
У кінотрилогії «Назад в майбутнє 2» представлено літаючий автомобіль De Lorean DMC-12, за сумісництвом є машиною часу, але після удару блискавки втрачає цю здатність.
У фільмі «П'ятий елемент», дія якого відбувається в XXIII столітті, весь міський транспорт складається з літаючих машин.
Як в романі, так і в фільмі «Гаррі Поттер і Таємна кімната», Гаррі Поттер і Рон Візлі добираються до школи Гоґвортс на чарівній літаючій машині марки Ford Anglia.
У російському фільмі «Чорна блискавка» головному герою дістається літаюча Волга ГАЗ-21, що працює на нанотопливі, яке виходить, при проході звичайного бензину через нанокаталізатор.
У фільмі «Таксі-2» гоночний автомобіль головного героя Даніеля, здатний розвивати швидкість понад 300 км / год, оснащений висувними крилами, але він може тільки літати, набравши достатню швидкість.
У мультфільмі «Хмарно, можливі опади у вигляді фрикадельок (2009)», головний герой, Флінт Локвуд — невизнаний юний учений-геній, летить до розлюченої «харчової машини» на «Їздольоті-2», який являє собою автомобіль на реактивній тязі, який за його словами «тепер з крилами».
У мультфільмі «Літаки» Walt Disney Pictures персонаж Франц / Флігенгаузен — літаючий автомобіль з Німеччини світло-зеленого кольору. Став першим уболівальником Дасті. Страждає роздвоєнням особистості. Франц — наземний автомобіль, Флігенгаузен — літак.
У бойовику за участю Лінди Гамільтон і Томмі Лі Джонса Схід «Чорного Місяця» футуристична надшвидкісна машина із додатковими реактивними двигунами зробила в кінці фільму короткочасний і вкрай ризикований «переліт» між двома хмарочосами-близнюками, вилетівши з недобудованого поверху одного хмарочоса і точно потрапивши у вікно протилежного.

## Галерея

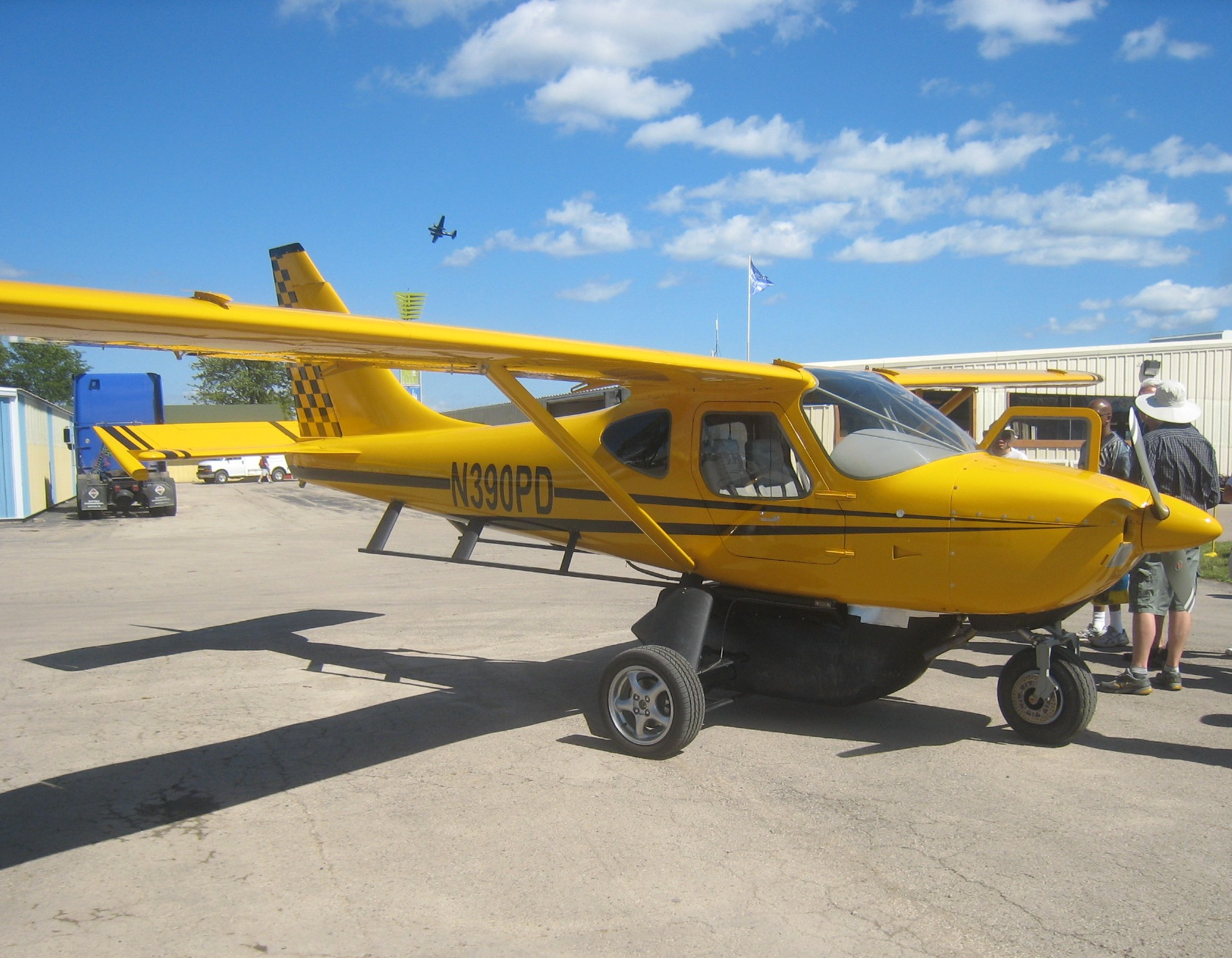
Літак PD-1 від 2010 року
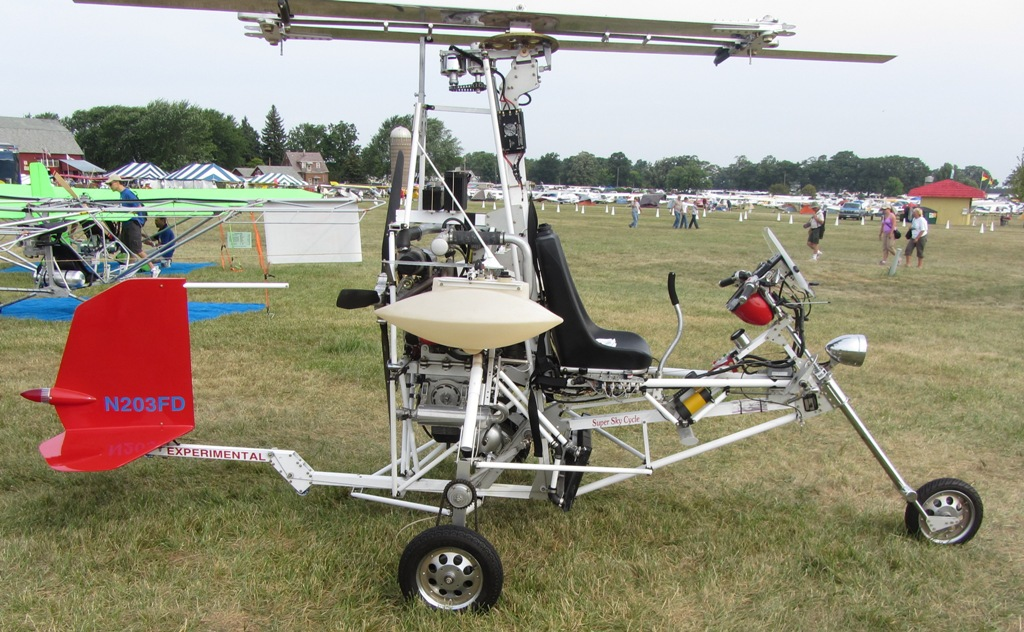
Цикл Super Sky 2009 року
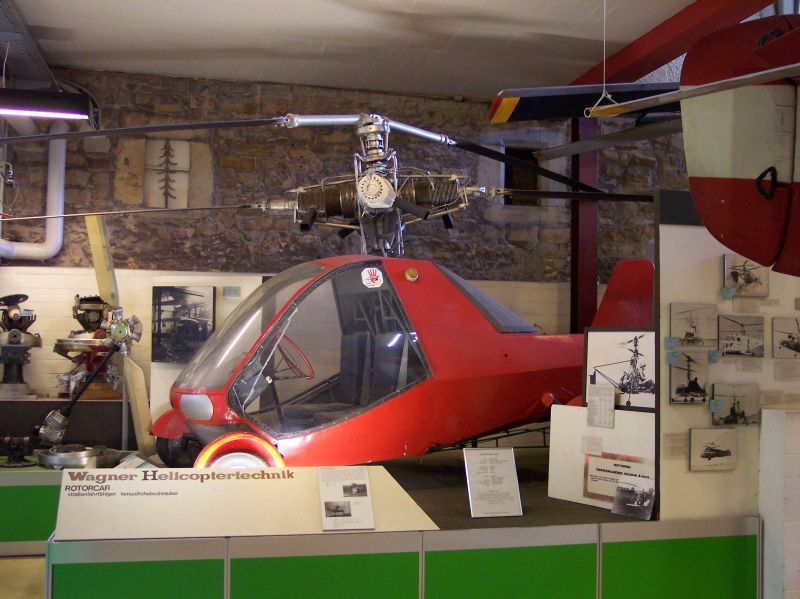
Німецький Вагнер Ротокар з 1965 року
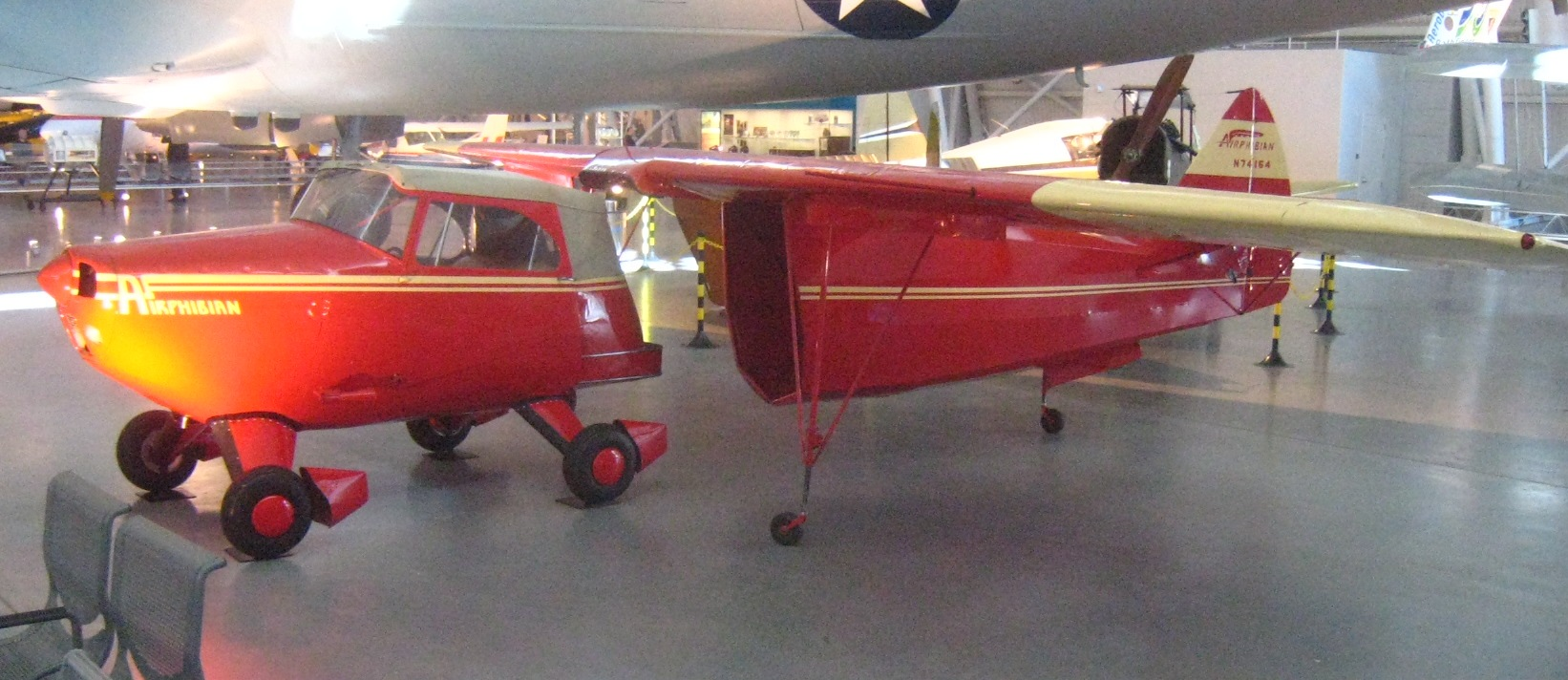
Fulton Airphibian 1964
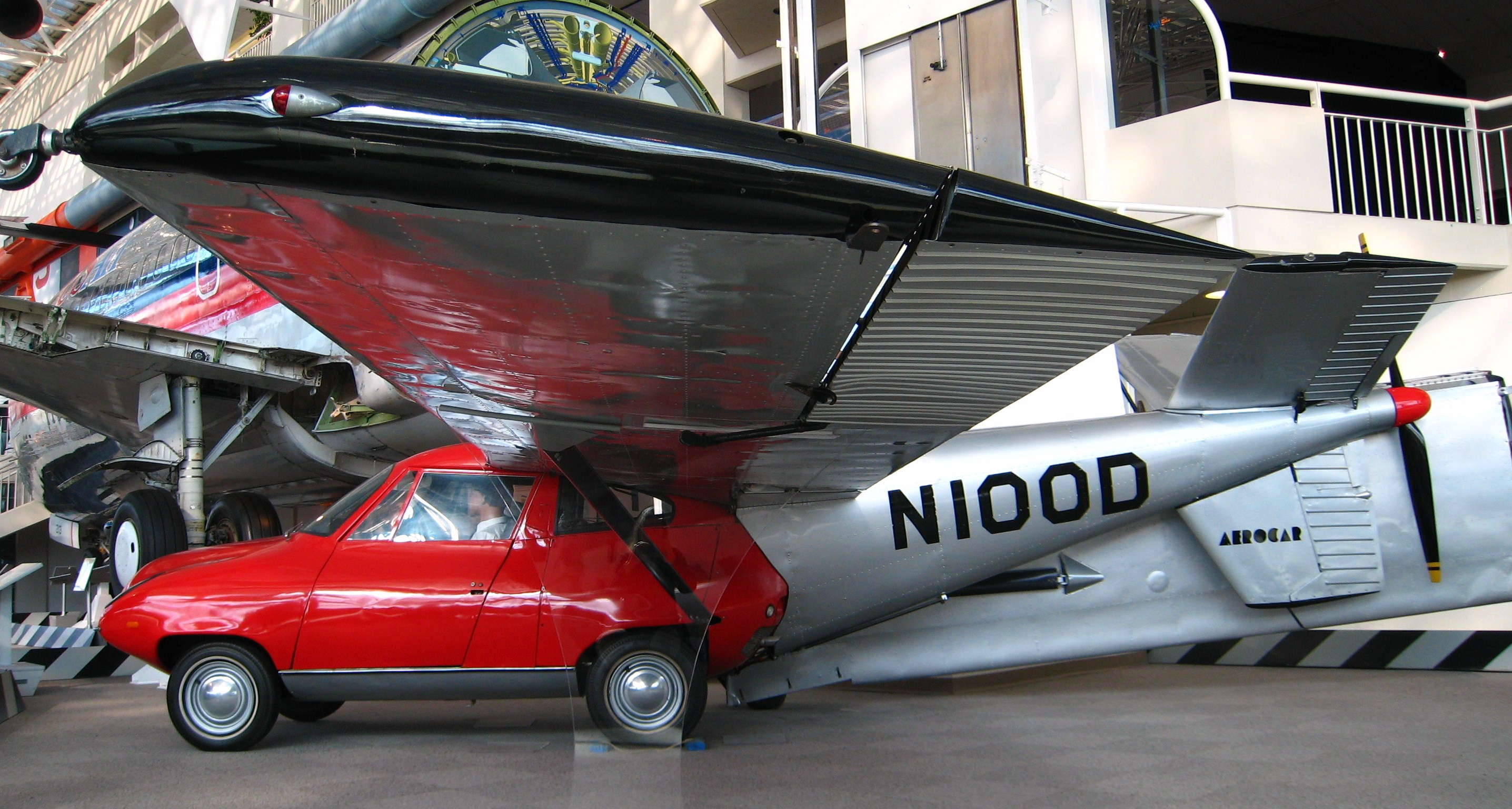
Тейлор Аерокар 3 з 1960 р
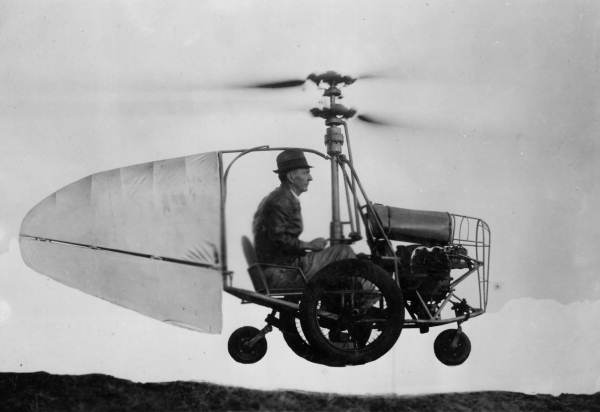
Jess Dixon "Літаючий Автомобіль", 1940
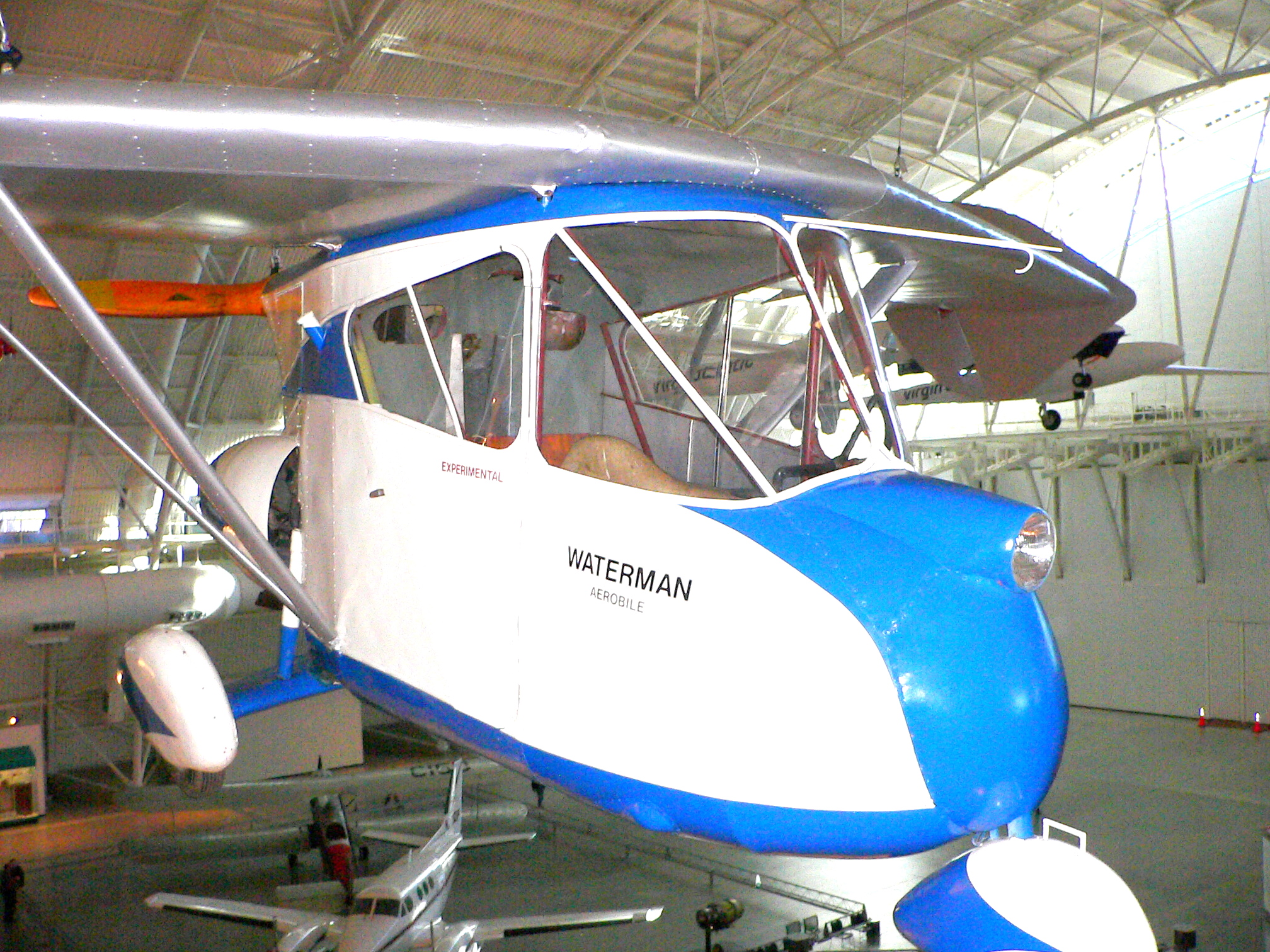
Waterman Aerobile von 1937
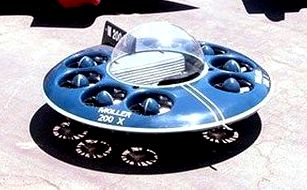
Moller M200G VolantorX Neuera, планується